# Alfred Gough
Alfred Fabian Gough III, noto con il nome di Alfred Gough (Leonardtown, 22 agosto 1967), è uno sceneggiatore e produttore cinematografico statunitense.
Ha raggiunto il successo, in coppia con lo sceneggiatore Miles Millar, per aver creato la serie televisiva Smallville.

## Filmografia

### Sceneggiatore
- Arma letale 4 (Lethal Weapon 4), regia di Richard Donner (1998)
- Pallottole cinesi (Shanghai Noon), regia di Tom Dey (2000)
- Showtime, regia di Tom Dey (2002)
- 2 cavalieri a Londra (Shanghai Knights), regia di David Dobkin (2003)
- Spider-Man 2 (Spider-Man 2), regia di Sam Raimi - soggetto (2004)
- Herbie - Il super Maggiolino (Herbie: Fully Loaded), regia di Angela Robinson (2005)
- La mummia - La tomba dell'Imperatore Dragone (The Mummy: Tomb of the Dragon Emperor), regia di Rob Cohen (2008)
- Sono il Numero Quattro (I Am Number Four), regia di D. J. Caruso (2011)
- Beetlejuice Beetlejuice, regia di Tim Burton (2024)

#### Televisione
- The Shannara Chronicles – serie TV (2016-2017)
- Mercoledì (Wednesday) – serie TV (2022-2025)

### Produttore

#### Cinema
- Hannah Montana: The Movie, regia di Peter Chelsom (2009)
- Jimmy Bobo - Bullet to the Head (Bullet to the Head), regia di Walter Hill (2012)

#### Televisione
- Più forte ragazzi (Martial Law) - serie TV, 44 episodi (1998-2000)
- Smallville - serie TV, 218 episodi (2001-2011)
- Aquaman - serie TV, episodio pilota (2006)
- Charlie's Angels - serie TV, 8 episodi (2011)
- Into the Badlands – serie TV (2015)
- The Shannara Chronicles – serie TV (2016-2017)
- Mercoledì (Wednesday) – serie TV (2022-2025)

### Attore
- Mercoledì (Wednesday) – serie TV (2025)